# Желтуха (приток Нерли)
Желтуха (Печегда) — река в России, протекает в основном в Гаврилово-Посадском районе Ивановской области. Исток и первые два километра течения в Юрьев-Польском районе Владимирской области. Устье реки находится в 142 км по правому берегу реки Нерль. Длина реки составляет 15 км, площадь водосборного бассейна — 68,7 км².
Исток реки у деревни Григорово в 19 км к северо-востоку от Юрьев-Польского. Через 2 км река перетекает в Ивановскую область. Течёт на восток, потом поворачивает на север. На берегах находятся: деревня Григорово Юрьев-Польского района Владимирской области, бывшая деревня Бурачиха (нежилая) Гаврилово-Посадского района Ивановской области и село Бережок; река впадает в Нерль около деревни Петряиха. В селе Бережок перегорожена плотиной и образует проточный пруд.

## Данные водного реестра
По данным государственного водного реестра России относится к Окскому бассейновому округу, водохозяйственный участок реки — Нерль от истока и до устья, речной подбассейн реки — бассейны притоков Оки от Мокши до впадения в Волгу. Речной бассейн реки — Ока.
Код объекта в государственном водном реестре — 09010300812110000032500.